# Tercera División Grupo 12
De Tercera División RFEF Grupo 12 is een van de regionale divisies van de Tercera División RFEF, de vijfde voetbaldivisie van Spanje. Het is de eerste divisie in de Canarische Eilanden en de Tercera División Grupo 12 bevindt zich in dat opzicht onder de Segunda División RFEF en boven de Preferente.

## Opzet
Er zijn 21 clubs die in een competitie tegen elkaar uitkomen. De kampioen promoveert automatisch en de nummers 2 t/m 5 spelen play-offs om één plaats in de Segunda División RFEF. De nummers 18, 19, 20 en 21 dalen af naar de Preferente.
Arucas CF ·
CD Atlético Paso · 
Atlético Tacoronte ·
Atlético Unión de Güímar ·
Atlético Victoria ·
CD Buzanada ·
UD Gran Tarajal ST ·
UD Guía ·
UD Ibarra ·
CD La Cuedra ·
UD Lanzarote ·
Las Palmas C ·
CD Mensajero · 
CF Panadería Pulido ·
UD San Fernando ·
CD Santa Úrsula ·
Tenerife B · 
SD Tenisca · 
Unión Viera CF ·
CD Vera ·
UD Villa de Santa Brígida